# Мухоловка лусонська
Мухоло́вка лусонська (Ficedula disposita) — вид горобцеподібних птахів родини мухоловкових (Muscicapidae). Ендемік Філіппін.

## Опис
Довжина птаха становить 11-12 см. Лоб і шия оливково-коричневі, решта верхньої частини тіла темно-коричнева, нижня частина тіла біла, на грудях сіра смуга. Крайні стернові пера іржасто-руді, на кінці хвоста чорна смуга.

## Поширення і екологія
Лусонські мухоловки мешкають в горах на півночі острова Лусон. Вони живуть у вологих тропічних лісах, на висоті до 700 м над рівнем моря.

## Збереження
МСОП класифікує стан збереження цього виду як близький до загрозливого. Лусонським мухоловкам загрожує знищення природного середовища.